# الغزوات المجرية على أوروبا
جرت الغزوات المجرية على أوروبا في القرنين التاسع والعاشر، وهي فترة تحول تعود إلى العصور الوسطى الأولى في تاريخ أوروبا، حين هُددت أراضي الإمبراطورية الكارولينجية السابقة بالغزو من قِبل عدة قوات معادية، المجر (الهنغاريون) من الشرق وتوسع الفايكنغ من الشمال والعرب من الجنوب.
احتل المجريون بنجاح حوض الكاربات (الموافق لمملكة المجر اللاحقة) بنهاية القرن التاسع، وأطلقوا عددًا من غارات السلب غربًا ضمن الإمبراطورية الفرنجية السابقة وجنوبًا ضمن الإمبراطورية البيزنطية. لم تتوقف الغارات الغربية إلا بهزيمة المجر في معركة ليشفيلد عام 955، التي أدت إلى تشكل نظام سياسي جديد في أوروبا الغربية تركّز على الإمبراطورية الرومانية المقدسة. استمرت الغارات على الأراضي البيزنطية خلال القرن العاشر، حتى الانتشار النهائي للمسيحية بين المجريين وتأسيس مملكة المجر المسيحية عام 1000 أو 1001.

## الجدول الزمني للغزوات المجرية

### قبل الغزو المجري
- 839 – حارب المجريون، الذين أقاموا وقتها شرق الكاربات -في إيتلكوز، في منطقة الدانوب السفلى- بناءً على طلب الإمبراطورية البلغارية الأولى، ضد الثوار البيزنطيين.[4]
- 861 – هوجم القديس كيرلس في القرم من قِبل المجريين الذين «يصرخون كالذئاب»، لكنهم أصبحوا مسالمين بعد رؤيته يصلي.
- 862 – كانت الغارة الأولى للمجريين في حوض الكاربات استجابة لطلب راستيسلاف حاكم مورافيا ضد مملكة الفرنجة الشرقيين.
- نحو 870 – يكتب الجيهاني وأحمد ابن رسته أن القبائل المجرية تهاجم السلافيين والروس الذين يعيشون قرب حدودهم، ويلحقون بهم الهزيمة باستمرار، ويجبرونهم على دفع ضريبة، ويقودون العديد منهم إلى كيرتش في القرم، من أجل بيعهم للبيزنطيين عبيدًا.
- 881 – تحارب القوات المجرية في معركتين ضد الألمان، لمساعدة المورافيين.
- 882 – يتقابل «الملك» المجري مع القديسين كيرلس وميثوديوس في منطقة الدانوب السفلى من أجل التباحث.[5]
- 892 – تهاجم القوات المجرية مورافيا العظمى في تحالف مع ملك الفرنجة الشرقيين أرنولف من كارينثيا (كيرنتن).
- 894
  -  بتحالف مع سفاتوبلوك الأول أمير مورافيا، يهاجم المجريون إقليم بانونيا في إمبراطورية الفرنجة الشرقيين، ووفاة سفاتوبلوك خلال هذه الحرب.[6]
  - يهاجم البلغاريون -بقيادة سيميون الأول ملك بلغاريا- البيزنطيين، الذين طلبوا المساعدة المجرية. يهزم جيش المجري بقيادة ليونتيكا الجيشَ البلغاري في ثلاث معارك (في الدانوب وسيليسترا وبريسلاف)، ويجبرون سيميون على الانسحاب إلى سيليسترا.
- 895 – يتحالف سيميون مع البجناك، ويهجم معهم على المجريين، مجبرًا إياهم على الانسحاب تجاه الغرب ويدخل حوض الكاربات. يغزو المجريون الأجزاء الشرقية من حوض الكاربات (لحد نهر الدانوب). هنا يهزم المجريون البلغار في ترانسلفانيا الجنوبية وتيزانتول، ويُنهون سلطتهم على حوض الكاربات، وبدأ بهذا الغزو المجري.
- بعد الغزو المجري
- 899 – تهاجم القوات المجرية المملكة الإيطالية، وتهزم -في 24 سبتمبر في معركة برينتا- جيش برنغار الأول ملك إيطاليا، وتحرق مودينا، وتهاجم البندقية. يقبل برنغار دفع ضريبة لهم.
- 900 – تغزو وحدات الجيش المجري بانونيا، بعد أن رُفض اقتراح تحالفهم مع الفرنجة الشرقيين. كان هذا خطوة إضافية في عملية الغزو المجري.
- 901:هجوم مجري على كيرنتن وشمال إيطاليا.[7]
- 11 أو 18 أبريل – يُهزم الجيش المجري القادم من كيرنتن من قِبل المارغراف (من ألقاب الرتب العسكرية في القرون الوسطى) راتولد في ليوبليانا.
- 902 – يغزو المجر الأطراف الشرقية لمورافيا العظمى، وأكملوا بهذا الغزو المجري لحوض الكاربات، بينما بدأ السلاف من غرب هذه المنطقة وشمالها بدفع ضريبة لهم.
- 903 – تُهزم وحدة مجرية مغيرة في بافاريا، قرب نهر فيشا.
- 904
- يُدعى قائد المجر السياسي والعسكري (الكينديه أو الغيولا أو الهوركا (ألقاب)) كورسان لمأدبة  ويُغتال من قِبل البافاريين.
- بدايات الصيف - تذهب القوات المجرية إلى لومبارديا.
- 905
- يقيم برنغار ملك إيطاليا تحالفًا مع المجريين ضد عدوه، لويس ملك بروفنس، الذي أعلن نفسه إمبراطورًا على إيطاليا.[8]
- بدايات الصيف - يهزم المجريون لويس ملك بروفنس، الذي تسبب له برنغار بالعمى بعدها.
- 906 – يدمر جيشان مجريان واحدًا تلو الآخر دوقية ساكسونيا. طلبت القبيلة السلافية دالامانسيا من المجر القدوم، إثر تهديدها بهجمات الساكسونيين.
- 907
- 4 –6  يوليو – يُباد جيش من الفرنجة الشرقيين يقوده لويتبولد، مارغراف بافاريا، الذي دخل إلى الأراضي المجرية من أجل طرد المجريين من حوض الكاربات، من قِبل الجيش المجري في معركة بريسبورغ. يُقتل لويتبولد ودييتمار الأول، رئيس أساقفة سالزبرغ والأمير سيغارد و19 كونت وأسقفين وثلاثة رؤساء دير في المعركة، بالإضافة إلى غالبية الجنود. يُعتبر هذا الحدث اختتام الغزو المجري.
- يوليو – أغسطس، يهجم المجريون على بافاريا، ملحقين بها دمارًا كبيرًا، ويحتلون عدة بلدات، في طريق عودتهم إلى الوطن، ويهزمون جيشًا بافاريًا في لينغفيلد. ثُبّتت الحدود المجرية البافارية على نهر إنس.
- 908 – يهاجم المجريون تورينغن وساكسونيا، وفي 3 أغسطس يهزمون في معركة أيسناخ جيش بورتشارد، دوق تورينغن. قُتل بورتشارد، وإيغينو، دوق تورينغن (السابق) ورودولف الأول، أسقف فورتسبورغ في المعركة.
- 909
- في الربيع – تَغير القوات المجرية على بافاريا وشوابيا.[9]
- 4 أغسطس - يحرقون كنيستي فرايزنغ في بافاريا.
- 11 أغسطس - يُهزم المجريون العائدون في بوكينغ من قِبل البافاريين بقيادة أرنولف، دوق بافاريا.
- 910
- 12 يونيو– يسحق المجريون جيش الملك الألماني لودفيش الطفل في معركة آوغسبورغ الأولى، بقيادة غوزبرت كونت ألِمانيا. يُقتل القائد وماناغولت، كونت ألِمانيا، في المعركة.
- 22 يونيو – يدخل الجيش المجري ذاته إلى فرانكونيا، ويهزم جيشًا موحدًا من دوقيات فرانكونيا ولوثارينجيا وبافاريا في معركة ريدنيتز. يُقتل القائد الألماني غيبهارد، دوق لورين، ولويدجر كونت لادينغاو في المعركة.
- يطلب الملك لودفيش الطفل السلم ويبدأ بدفع ضريبة.
- ينهب المجريون العائدون أطراف ريغنسبورغ، ويسلبون ألتيش واسترهوفن، لكن تُهزم أحد وحدات الإغارة الثانوية التابعة لهم من قِبل أرنولف دوق بافاريا في نويشينغ.
- 911 – تعبر القوات المجرية بافاريا وتهاجم شوابيا وفرانكونيا. ينهبون الأراضي الممتدة من مينفلد إلى أرغاو. بعد ذلك، يعبرون نهر الراين، ويهاجمون بورغندي للمرة الأولى.
- 912 – يهاجم المجريون فرانكونيا وتورينغن، من أجل إجبار ملك الفرنجة الشرقيين الجديد، كونراد الأول بدفع ضريبة لهم.
- 913 – يشن المجريون غارة على بافاريا وشوايبا وشمال بورغندي. يواجهون في عودتهم جيشًا مشتركًا لأرنولف دوق بافاريا، وإرشانغر دوق شوايبا، والدوقين أودارليخ وبيرتشولد، فيَهزم هذا الجيشُ المشترك المجريين في أشباخ في نهر إن.
- 914 – يُجبَر الدوق أرنولف، دوق بافاريا، وعائلته على الفرار إلى المجر من قِبل كونراد الأول ملك ألمانيا. يعده المجريون بالمساعدة لإعادة اكتساب عرشه.
- 915 – يدمر جيش مجري شوابيا وبعدها فرانكونيا. تهاجم أحد وحدات النهب الخاصة بهم دير فولدا، لكن يجري صدهم، ويحرقون دير كورفي، وينهبون دير القديسة إيدا في هيرزفيلد. في ساكسونيا، ينهب المجريون فالون، ويحرقون بعدها بريمن، وبعد هزيمة جيش من الساكسونيين في إيرزبورغ، يصلون إلى حدود الدنمارك.[10]
- 916- يساعد جيش مجري أرنولف، دوق بافاريا، في هجومه الأول غير الناجح لحكم دوقيته.
- 917 هجوم باتجاه الغرب.
- 21 يناير – يسلبون بازل ويحرقونها، ويغزون بعدها دوقية ألاس.
- فبراير – يدخلون لوثارينجيا ويدمرون فردان ويحرقون موينموتييه ودير سانت ديه دي فوج وريمرمونت.
- بمساعدة المجريين، يعيد أرنولف دوق بافاريا احتلال مملكته ويأخذها من قوات كونراد الأول ملك ألمانيا. بعد هذا يصبح حليفًا مخلصًا للمجريين، يدفع لهم ضريبة، بالإضافة إلى جاره، بورتشارد الثاني، دوق شوابيا.
- تساعد القوات المجرية سيميون الأول ملك بلغاريا على هزيمة البيزنطيين في معركة أكيلوس الكبرى.
- 919- 920

بعد انتخاب هنري الصياد ملكًا جديدًا على الفرنجة الشرقيين، يدخل جيش مجري إلى ألمانيا، ويهزم قوات هنري  في معركة بوتشن، ويتوجه بعدها نحو الغرب.
يدخل الجيش المجري لوثارينجيا وفرنسا. لا يتمكن الملك شارل البسيط من جمع قوات كافية لمواجهتهم في المعركة، ينسحب، ويدعهم ينهبون مملكته.
أوائل عام 920، يدخل الجيش المجري ذاته من الغرب إلى بورغندي، وبعدها إلى لومبارديا، ويهزم قوات رودولف الثاني ملك بورغندي، الذي هاجم برنغار الأول ملك إيطاليا، حليف إمارة المجر. بعد ذلك، ينهب المجريون محيط هذه المدن الإيطالية، التي ظنوا أنها دعمت رودولف: بيرغامو وبياتشنزا ونوغارا.